# Mike Huckaby
Pour les articles homonymes, voir Huckaby.
Mike Huckaby (né le 4 janvier 1966 à Détroit et décédé le 24 avril 2020) est un DJ et producteur américain de musique électronique. Il est une figure de la deep house nord-américaine. 

## Biographie
À l'âge de 10 ans, il commence à collectionner les disques de rock. C'est le producteur Anthony « Shake » Shakir qui l'introduit au monde de la production musicale. En 1988, il commence ses propres sets. 
Entre 1992 et 2005, il travaille dans le disquaire Record Time à Roseville, dans le Michigan. 
Il commence en 1995 par marier la techno de Détroit à des sons plus groovy, jazzy. À partir des années 2000, il commence à éditer de la musique assistée par ordinateur. En 2007, il joue un rôle central dans la création du centre pour la jeunesse de Détroit, YouthVille, où il enseigne la production de musique électronique aux jeunes, dont Kyle Hall,
Il estime que la musique de Détroit définit le mieux l'ambiance de la ville elle-même. Il crée le label discographique Deep Transportation, axé sur les morceaux deep house, et le label S Y N T H pour ses morceaux techno.
Il décède le 24 avril 2020 d'un accident vasculaire cérébral et du Covid-19.

## Discographie

### EP
- 1995 : Deep Transportation Vol. 1 (Harmonie Park)
- 1996 : Deep Transportation Vol. 2 (Harmonie Park)
- 1997 : The Jazz Republic (Cross Section Records)
- 2002 : Harmonie Park Classics Vol. 1 (Deep Transportation)
- 2004 : Mike Huckaby / Braxton Holmes – The Jazz Republic / People Everyday (Funky Chocolate)
- 2004 : Classics Series Vol. 2 (Funky Chocolate)
- 2007 : My Life With the Wave (S Y N T H)
- 2007 : Mike Huckaby and Pacou – Sessions (Cache Records)
- 2007 : Harmonie Park Classics Volume 2 (Deep Transportation 03)

### Sample CD
- 2011 : The Dow Under Kit (Red Bull Music Academy)

### Filmographie
- (en) SUB. Culture Detroit: Mike Huckaby at Youthville (Episode 2), Vice, 2013 (documentaire)